# Azyma
Azyma (gr. ἄζυμα, ungesäuert, ohne Hefe, Singular: Azymon) ist eine Bezeichnung für ungesäuertes Brot, welches bei Eucharistiefeiern der armenischen und lateinischen Kirchen verwendet wird.
Die Bezeichnung Griechenbrot wurde abfällig von den Elkesaiten für das gesäuerte Weizenbrot, das die griechischsprachigen Christen bei der Eucharistie einsetzten, verwendet. Die Elkesaiten verwendeten ebenso ungesäuertes Brot wie Judenchristen und andere orientalische Christen, aber auch die römisch-katholische Kirche seit dem 9./10. Jahrhundert.
Zweck des „Griechenbrots“ war ursprünglich die Abgrenzung von den Mazzen (ebenfalls ungesäuertes Brot) der Juden; der Sauerteig galt als Symbol für Christus.

## Geschichte
Der Gebrauch ungesäuerten Brotes bei religiösen Handlungen hat seinen Ursprung im jüdischen Chametz-Verbot. Die in der Septuaginta als Azyma bezeichneten Brotfladen waren im alttestamentlichen Kult Opfergabe und Speise für das Pessach-Fest.
Der Gebrauch von Azyma in den ersten vier Jahrhunderten ist nur in griechischen Polemiken gegen judaisierende Sekten belegt. Seit Justin forderten griechische Kirchenväter gesäuertes Brot in der Eucharistie, im Kontrast zu judenchristlichen Praktiken.
In der armenischen Kirche ist die Verwendung von Azyma seit dem 6. Jahrhundert nachgewiesen, doch dürfte der Brauch älter sein. Ab dem 9. Jahrhundert bevorzugte auch die lateinische Kirche Azyma, seit dem 14. Jahrhundert Hostien. Im byzantinischen Ritus wurde und wird hingegen gesäuertes Brot verwendet. Als Kaiser Maurikios im Jahr 591 den armenischen Katholikos Moses II. zu einem Konzil einlud, antwortete dieser, dass er „niemals den Fluss Azat überschreiten werde, um vom gebackenen Brot der Griechen zu essen“. Beim Trullanum im Jahr 692 wurde der armenische Brauch der Azymagabe nicht beanstandet, ebenso wenig beanstandete Photios den lateinischen.
Die Ablehnung von Azyma im lateinischen Ritus ist ein Ergebnis des so genannten Azymastreits im 11. Jahrhundert. Michael I. Kerullarios, Patriarch von Konstantinopel, und Leo von Ohrid, Erzbischof von Ohrid, kritisierten im Jahr 1054 in einem Rundschreiben „an die Franken“ die lateinischen Praktiken der Azymagabe und des Samstagsfastens als häretisch. Kardinal Humbert von Silva Candida exkommunizierte daraufhin Michael und Leo als „prozymitische Häretiker“, womit das Morgenländische Schisma 1054 seinen Anfang nahm.
Ein populäres Argument gegen Azyma in der byzantinischen Kirche ist das Gleichnis vom Sauerteig des Matthäusevangeliums (Mt 13,33 ), in dem es heißt, „das Himmelreich gleicht einem Sauerteig“. Weiterhin wird in der byzantinischen Literatur angeführt, dass Jesus sein Abendmahl vor Anbruch des jüdischen Pessach gefeiert habe und die Schrift sage: „Jesus nahm Brot“ (gr. artos). Azyma (gr. sing. azymon) seien kein Brot. Nur Sauerteig verleihe dem Brot „Leben“ und entspreche Christi menschlicher Natur mit Leib und Nous. Die Ablehnung des Sauerteigs sei demnach eine Ausprägung der apollinarischen Häresie.